# Orthodes tecta
Orthodes tecta är en fjärilsart som beskrevs av Walker 1865. Orthodes tecta ingår i släktet Orthodes och familjen nattflyn. Inga underarter finns listade i Catalogue of Life.